# Ѐ
Ćirilično slovo Ѐ  ѐ (hrvatski E) nalazi se u makedonskom jeziku.